# The Cold Sun
The Cold Sun es el primer álbum de estudio de la banda británica de metalcore Loathe. El álbum fue lanzado el 14 de abril de 2017 a través de SharpTone Records. The Cold Sun es un álbum conceptual sobre dos protagonistas en un mundo posapocalíptico.
El álbum recibió críticas positivas de los críticos musicales y la banda fue nominada a mejor banda nueva en los Premios Metal Hammer Golden Gods de 2018.

## Lista de canciones
Todas las canciones escritas y compuestas por Loathe. 
| N.º | Título                           | Duración |  |
| 1.  | «The Cold Sun» (Instrumental)    | 1:17     |  |
| 2.  | «It's Yours»                     | 3:17     |  |
| 3.  | «Dance on My Skin»               | 3:06     |  |
| 4.  | «East of Eden»                   | 4:08     |  |
| 5.  | «Loathe» (con Marawan Abdelmola) | 4:30     |  |
| 6.  | «3990» (Instrumental)            | 2:08     |  |
| 7.  | «Stigmata»                       | 3:05     |  |
| 8.  | «P.U.R.P.L.E.»                   | 4:08     |  |
| 9.  | «The Omission»                   | 2:59     |  |
| 10. | «Nothing More» (Instrumental)    | 1:03     |  |
| 11. | «Never More»                     | 0:48     |  |
| 12. | «Babylon...»                     | 4:17     |  |

## Personal
Loathe
- Kadeem France - voz principal
- Erik Bickerstaffe - guitarra principal, voz
- Connor Sweeney - guitarra, coros
- Shayne Smith - bajo, coros
- Sean Radcliffe - batería